# توماس کینرز
توماس کینرز (به انگلیسی: Thomas Kearns) سناتور سابق عضو حزب جمهوری‌خواه ایالات متحده آمریکا بود. وی در سال ۱۹۰۱ تا ۱۹۰۵ میلادی سناتور ایالت یوتا در سنای ایالات متحده آمریکا بود.